# 호로요이
호로요이(ほろよい)는 산토리에서 제조하는 츄하이이다. 일본의 대표적인 츄하이중 하나로 탄산 음료처럼 달콤하고 톡 쏘는 맛이 특징이다. 뜻은 '살짝 취하기'이다.

## 한국 유통
호로요이의 국내판매는 2016년 6월 8일부터 시작되었다. 한국시장의 상황에 맞춰 화이트사워, 피치, 그레이프 3가지 맛으로 수입되었으며 편의점, 대형마트, 백화점에서 구입 할 수 있다. 
각 맛의 홈페이지 소개는 다음과 같다.
- 화이트사워 - 부드러운 새콤달콤함과 산뜻한 끝맛의 크리스피 요거트 칵테일

- 피치 - 달콤하고 촉촉한 천연 복숭아의 풍부한 향과 부드러운 맛이 조화로운 호로요이의 대표 제품

- 그레이프 - 포도의 새콤달콤함이 입안 가득! 풍부한 포도향과 상큼함을 느낄 수 있는 제품